# Ткач, Елена Анатольевна
Еле́на Анато́льевна Ткач (род. 19 мая 1970, Копейск, Челябинская область, СССР) — советский и российский стрелок, заслуженный мастер спорта России (2001), чемпионка мира, серебряный и бронзовый призёр I Европейских игр 2015 года в Баку.

## Биография
Выступает в трапе и дубль-трапе (стендовая стрельба). В сборной страны с 1991 года.
Проживает в Воронеже. Выступает за ВФСО «Динамо».

## Спортивные достижения
- серебряный призёр чемпионата мира 1991, Перт, Австралия
- чемпионка Европы 2001 в командных и личных соревнованиях, Загреб, Хорватия
- чемпионка мира 2002, Лахти, Финляндия
- серебряный призёр чемпионата Европы 2003, Брно, Чехия
- серебряный призёр чемпионата Европы 2005, Белград, Сербия
- серебряный призёр чемпионата Европы 2007, Гранада, Испания
- чемпионка мира в командных соревнованиях и бронзовый призёр в личном первенстве на чемпионате мира 2011 в Белграде Сербия.
- серебряный призёр в командных соревнованиях и бронзовый призёр чемпионата мира 2013, Лима, Перу
- чемпионка Европы (2008) [1]
- бронзовый призёр чемпионата Европы (2008) [1]
- многократная чемпионка России по стендовой стрельбе
- обладатель (2012) и бронзовый призёр (2013) Кубка России по стендовой стрельбе

## Летние Олимпийские игры
- 2000 — 6-е место (трап), 16-е место (дубль-трап)
- 2012 — 8-е место (трап)